# Powiat d'Oborniki
Le powiat d'Oborniki (en polonais : powiat obornicki) est un powiat (district) de la voïvodie de Grande-Pologne, dans le centre-ouest de la Pologne.
Elle est née le 1er janvier 1999, à la suite des réformes polonaises de gouvernement local passées en 1998. 
Le siège administratif du powiat est la ville d'Oborniki, qui se trouve à 29 kilomètres au nord de Poznań, capitale de la voïvodie de Grande-Pologne. Le powiat possède 1 seule autre ville, Rogoźno, située à 17 kilomètres au nord-est d'Oborniki. 
Le district couvre une superficie de 712,65 kilomètres carrés. En 2006, sa population totale est de 55 976 habitants, avec une population pour la ville d'Oborniki de 17 850 habitants et pour la ville de Rogoźno de 10 905 habitants, et une population rurale de 27 221 habitants.

## Powiaty voisines
Le Powiat d'Oborniki est bordée des powiaty de : 
- Czarnków-Trzcianka et Chodzież au nord ;
- Wągrowiec à l'est ;
- Poznań au sud ;
- Międzychód au sud-ouest ;
- Szamotuły à l'ouest.

## Division administrative

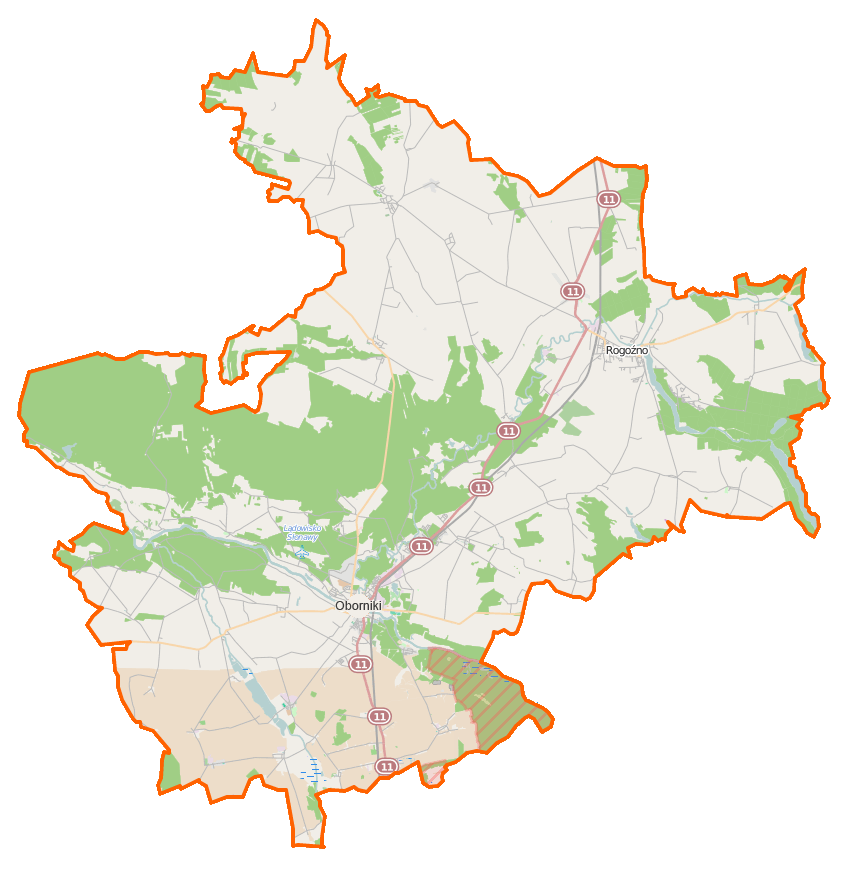
Carte du powiat.

Le powiat est divisé en 3 gminy (communes) :
| Gmina    | Type         | Superficie (km²) | Population (2006) | Siège    |
| Oborniki | urbain-rural | 340,2            | 31 541            | Oborniki |
| Rogoźno  | urbain-rural | 218              | 17 322            | Rogoźno  |
| Ryczywół | rural        | 154,5            | 7 113             | Ryczywół |

## Démographie
Données du 30 juin 2005 :
| description | Total  | Total | Femmes | Femmes | Hommes | Hommes |
| ----------- | ------ | ----- | ------ | ------ | ------ | ------ |
| Unité       | Nombre | %     | Nombre | %      | Nombre | %      |
| Population  | 55 793 | 100   | 28 268 | 50,67  | 27 525 | 49,33  |
| Urbain      | 28 747 | 51,52 | 14 832 | 26,58  | 13 915 | 24,94  |
| Rural       | 27 046 | 48,48 | 13 436 | 24,08  | 13 610 | 24,39  |

## Histoire
De 1975 à 1998, les différents gminy du powiat actuelle appartenait administrativement à la Voïvodie de Piła et à la Voïvodie de Poznań.

La Powiat d'Oborniki est créée le 1er janvier 1999, à la suite des réformes polonaises de gouvernement local passées en 1998 et est rattachée à la voïvodie de Grande-Pologne.